# Abacavir/lamivudina
Abacavir/lamivudina, vendido bajo el nombre comercial Kivexa entre otros, es un medicamento utilizado para tratar VIH/SIDA. Es una combinación en dosis fija de abacavir y lamivudina. Generalmente es recomendado para ser usado con otros antiretrovirales. Comúnmente es utilizado como parte del tratamiento preferido en niños. Es administrado vía oral como pastilla.
Los efectos adversos comunes incluyen dificultades para dormir, dolor de cabeza, depresión, cansancio, náuseas, rash y fiebre. Los efectos adversos más serios pueden incluir niveles elevados de lactato en sangre, reacciones alérgicas y crecimiento hepático. No es recomendado en personas con un gen concreto conocido como HLA-B5701. Su seguridad en el embarazo no ha sido bien estudiada pero aparentemente no habrían problemas. Lamivudina y abacavir son ambos inhibidores de la transcriptasa inversa análogos de los nucleósidos (INTR).
Abacavir/lamivudina fue aprobado para uso médico en los Estados Unidos en 2004. Está en la lista de medicamentos esenciales de la Organización Mundial de la Salud, los medicamentos más efectivos y seguros que se necesitan en un sistema de salud. El precio mayorista en el mundo en desarrollo era de aproximadamente US$14,19 a US$16,74 por mes en 2014. Para 2015 el coste para un mes típico de medicación en los Estados Unidos fue de más de US$200.

## Sociedad y cultura

### Nombres
Es comercializado como Kivexa en la mayoría de los países excepto los Estados Unidos, donde es llamado Epzicom. Es fabricado por ViiV Healthcare.

### Retos legales
Tanto Teva Pharmaceuticals como Lupin Ltd llenaron solicitudes abreviadas de nuevas drogas relacionadas con tratamientos de VIH que utilizan varias combinaciones de abacavir, lamivudina y AZT, y que desafían varias patentes. En 2013 el tribunal de distrito de los EE. UU. para el distrito de Delaware confirmó la validez de una patente que cubre a Epzicom y Tizivir. Otros asuntos fueron objeto de apelación o litigio el 20 de noviembre de 2014.